# 棕头歌鸲
棕头歌鸲（学名：Larvivora ruficeps）为鶲科歌鸲属的鸟类。分布于马来西亚以及中国大陆的陕西、四川等地，多生活于海拔2400米处的杉、桦、杨、山柳和樱桃等灌杂木的地上。该物种的模式产地在陕西南部太白山。